# A Saucerful of Secrets (композиция)
«A Saucerful of Secrets» (с англ. — «Чаша, полная тайн») — музыкальная композиция группы Pink Floyd из одноимённого альбома 1968 года A Saucerful of Secrets. «A Saucerful of Secrets», написанная всеми участниками группы, является первой композицией Pink Floyd с чёткой структурой, состоящей из нескольких частей. Впоследствии группой были созданы сходные по структуре и длительности композиции «Atom Heart Mother» (из альбома Atom Heart Mother 1970 года), «Echoes» (из альбома Meddle 1971 года) и другие.
«A Saucerful of Secrets» была одной из основных композиций в концертной программе группы до 1972 года, в последний раз она была исполнена во время съёмок фильма «Live at Pompeii». Оригинальное название композиции — «The Massed Gadgets of Hercules».

## История записи
После того, как в 68-м Сид сошёл с ума и его заменил Дэйв, мы все стали искать, нащупывать, куда двигаться дальше, потому что раньше Сид писал все песни и был, так сказать, пульсом группы.
После ухода из Pink Floyd её лидера, Сида Барретта, группа оказалась без основного композитора, поэта, певца и соло-гитариста. Музыкантам пришлось решить сложную задачу — чтобы продолжить успешную музыкальную карьеру, группе нужно было найти новый стиль, создать нечто новое, что заинтересовало бы их поклонников даже в отсутствие Сида Барретта. Новое музыкальное направление, по которому пошла группа Pink Floyd, стало постепенно складываться в процессе работы в студии. По словам Ника Мейсона, импровизация в студии группу совершенно не интересовала, музыканты пришли к выводу, что их целью является создание произведений, доведение их до совершенства, как будто бы они возводят некие здания. Таким образом, спонтанная импровизационная музыка Сида Барретта резко сменилась в творчестве группы величественными, тщательно продуманными музыкальными конструкциями. Многие музыкальные критики, поклонники и знакомые музыкантов утверждают, что причиной подобного подхода к сочинению музыки были навыки, приобретённые участниками группы во время изучения архитектуры.
Запись композиции «A Saucerful of Secrets» в числе прочих треков нового альбома 1968 года проходила в студии Эбби Роуд.
Заглавная композиция нового альбома задумывалась группой как продолжительная инструментальная сюита, состоящая из экспериментальных музыкальных фрагментов.
Впервые музыканты Pink Floyd применили для записи музыкальной композиции новую, довольно своеобразную, тщательно продуманную структуру. В отличие от импровизационных номеров или стандартных песен, состоящих из куплетов, припевов, «средней восьмёрки» и «моста», «A Saucerful of Secrets» была размечена Ником Мейсоном и Роджером Уотерсом в традициях трёхчастных классических композиций. По словам ударника группы, «не зная нотной грамоты, мы распланировали всю эту вещь на листе бумаги, изобретая свои собственные иероглифы».
Помню как я сидел там и думал: «Бог ты мой, это же не музыка вообще». Тогда я только что пришёл из группы, адаптировавшей для странной французской публики ранние вещи Джими Хендрикса. Угодить после всего сюда было для меня настоящим культурным шоком.
Отправной точкой для коллективного сочинения и записи новой композиции стал звук, на который первым во время студийных экспериментов натолкнулся Роджер Уотерс. Он обнаружил, что запись звучания тарелки, по которой несильно постукивают мягкими молоточками, с придвинутым к ней вплотную микрофоном, сохраняет все те тона, которые теряются при ударах по тарелке в полную силу. Используя эту находку и экспериментируя с ней, к работе подключились и стали вносить свой вклад остальные музыканты группы. Сочинение стало продвигаться достаточно быстро. По словам Дэвида Гилмора, вся первая часть композиции представляла собой «набор тонов», полученных «очень нежными постукиваниями мягких молоточков… на которые много чего наложено».
Развивая и дорабатывая последовательность импровизационных фрагментов из своих прошлых концертных выступлений, взятых, по воспоминанию Ника Мейсона, «вероятно, из какой-то вещи Джона Кейджа», участники группы сочинили среднюю часть композиции. Между собой они называли её «Крысы в рояле». Ритм для этого фрагмента обеспечивала двойная дорожка закольцованной записи барабанов.
Финальной частью стал тщательно выстроенный гимн, основная мелодия которого была исполнена на органе Ричардом Райтом. Впоследствии на выступлениях, имея музыкальный фрагмент, написанный специально для органа, группа Pink Floyd смогла задействовать для исполнения финальной части «A Saucerful of Secrets» более крупные органы, имевшиеся на концертных площадках. По словам Ника Мейсона, одним из самых мощных инструментов стал орган в «Альберт-холле», часть регистров которого никогда не задействовалась, так как могла повредить фундамент здания или же вызвать приступы массовой тошноты у слушателей. Помимо прочих нестандартных решений, участники группы использовали в записи композиции обладающий «оригинальным звуком» меллотрон.
По утверждению Ника Мейсона, процесс создания «A Saucerful of Secrets» для музыкантов группы одновременно стал обучением различным нюансам технологии звукозаписи и освоением студийной техники. Особенной была при этом атмосфера в студии, которая отличалась усиленным «старанием и конструктивностью». Повышенное стремление каждого из музыкантов внести вклад в создание «A Saucerful of Secrets» выражалось в том, что даже в записи незначительного фрагмента были задействованы все четверо участников Pink Floyd. В частности, при записи одного из перкуссионных звуков Роджер Уотерс держал тарелку, Дэвид Гилмор подносил микрофон, Ричард Райт подстраивал высоту, а Ник Мейсон наносил по тарелке удар.
Вопреки ожиданиям продюсера записи Нормана Смита, который заметил относительно ухода Сида Барретта, «что теперь, когда парни убрали лишний элемент из своей системы, им пора успокоиться и заняться настоящим делом», музыканты Pink Floyd не вернулись к производству обычных песен. Композиция «A Saucerful of Secrets» абсолютно не соответствовала его вкусам. Возможно, из-за этого в продюсировании следующего альбома Норман Смит не участвовал, хотя и сохранил должность исполнительного продюсера.

## Исполнение на концертах
...это был своеобразный религиозный опыт...это было восхитительно. Они исполняли «Saucerful of Secrets» и другие вещи, казалось, они заполнили собой все небо... и находились в абсолютной гармонии с плеском волн и шумом деревьев и прочее, и прочее. Похоже, это было безукоризненное представление, самый лучший концерт, на котором я когда-либо присутствовал.
Композиция «A Saucerful of Secrets» была представлена публике в день выхода альбома A Saucerful of Secrets (29 июня 1968 года) в числе прочих композиций Pink Floyd на первом английском бесплатном рок-концерте в Гайд-парке. Данное представление, на котором Pink Floyd была ведущим исполнителем, организовала компания Blackhill Enterprises, состоящая из бывших менеджеров группы Питера Дженнера и Эндрю Кинга. Позднее бесплатные концерты в Гайд-Парке стали традиционными, известность им принесли выступления таких групп, как The Rolling Stones и Blind Faith (с Эриком Клэптоном и Стивом Уинвудом).
В июне 1968 года в Парижском театре BBC («BBC Paris Cinema») для радиотрансляции «In concert», композиция прозвучала под названием «The Massed Gadgets of Hercules».
Для первых двух сторон альбома Ummagumma в апреле 1969 года были записаны четыре композиции на концертах в клубе Mothers в Бирмингеме и в концертном зале Института Торговли в Манчестере. По словам Ника Мейсона, перед включением концертных выступлений на диск почти не было ни перезаписи, ни доработки.
В июле 1969 года во время выступления в «Ройал Альберт-холле» Норман Смит был поднят на сцену на мобильном подиуме для того, чтобы дирижировать оркестром во время исполнения «A Saucerful of Secrets».
Четвёртая, заключительная часть композиции («Celestial Voices») под названием «The End of the Beginning» исполнялась во время концертного тура 1969 года The Man and The Journey.
Выступление 28 июня 1970 года в Кралингене (окрестности Роттердама) на «Голландском Поп-фестивале» («The Holland Pop Festival ’70» — «Kralingen Pop Festival»), исполнение «A Saucerful of Secrets» было включено в фильм под названием «Stamping Ground». Длительность композиции на этом концерте составила 20 с половиной минут.
Композиция «A Saucerful of Secrets» исполнялась в числе лучших ранних работ Pink Floyd в октябре 1971 года во время съёмок музыкального фильма Live at Pompeii (премьера фильма состоялась в сентябре 1972 года на Эдинбургском фестивале искусств). Выступление в амфитеатре без зрителей стало последним концертным исполнением этой композиции.

## Части композиции
«A Saucerful of Secrets» разделена на четыре части, названия им были даны только в 1969 году после записи концертной версии композиции в альбоме «Ummagumma».
1. Something Else (Что-то ещё) — 0:00—3:57 — основана на звучании тарелок, вплотную придвинутых к микрофонам[13].
2. Syncopated Pandemonium (Синкопированный гвалт) — 3:57—7:04 — плёнка с записью ударных, обрезанная с двух сторон и вновь склеенная в виде петли, проигрываемая в сопровождении гитары, по грифу которой водили микрофонной стойкой.
3. Storm Signal (Штормовой сигнал) — 7:04—8:38 — шумы, воспроизводимые органом.
4. Celestial Voices (Небесные голоса) — 8:38—11:52 — органная мелодия и вокализ в исполнении Дэвида Гилмора[22].

Дэвид Гилмор так объяснял образы, связанные с военными действиями, которые отражены в музыке каждой из частей:

Первая часть — напряжение, возведение укреплений, страх. Середина, со всем треском и грохотом — это военные действия. Заключительная часть — что-то вроде реквиема.

## Признание и отзывы
Итальянский музыкальный критик Пьеро Скаруффи назвал композицию «A Saucerful of Secrets» «…одним из величайших произведений психоделического рока» («…one of the greatest masterpieces of psychedelic rock»).

### Участники записи о композиции
Ник Мейсон охарактеризовал «A Saucerful of Secrets» как «краеугольный камень в истории Pink Floyd», «одну из самых связных и гармоничных вещей, какие мы когда-либо производили»:

…с точки зрения выбора направления, в котором мы собирались двигаться. Сама композиция насыщена идеями, слишком передовыми для того времени, и демонстрирует то, к чему мы то подходили вплотную, то вновь отдалялись. Она показала, что это такое — звучать профессионально, не пользуясь высококлассной техникой, или, не имея выдающихся способностей, находить то, что можем сделать лично мы и до чего ещё не додумались или что ещё не пытались делать другие. Мы не устраиваем соревнование типа: кто из нас быстрее всех играет на гитаре. Скорее, это выяснение того, какие необычные звуки можно извлечь из фортепиано, скрежеща чем-нибудь по струнам этого инструмента или делая что-нибудь в этом духе.

Дэвид Гилмор назвал «A Saucerful of Secrets» «великой композицией»:

Заглавную вещь на «Saucerful of Secrets» я по-прежнему считаю великой, я по-настоящему люблю её, она получилась просто великолепной. Это были первые наметки того направления, которого мы впоследствии станем придерживаться.

## Участники записи
- Дэвид Гилмор — слайд-гитара, вокал
- Ричард Райт — пианино, орган Хаммонда, орган «Farfisa», вокал (только в студийной версии), меллотрон (только в студийной версии), вибрафон (только в студийной версии)
- Роджер Уотерс — бас-гитара, цимбалы
- Ник Мэйсон — барабаны, перкуссия.